# Она (фильм, 1911)
«Она» (англ. She) — американский короткометражный фильм в жанре фэнтези Джорджа Николса.

## Сюжет
Действие фильма происходит в 350 году до нашей эры в Египте. Аменартас, дочь фараона, ждёт своего возлюбленного Калликрата, который стал жрецом Исиды. Аменартас пытается убедить его всё бросить и покинуть Египет вместе с ней...

## В ролях
| Актёр           | Роль      |
| --------------- | --------- |
| Маргарит Сноу   | она       |
| Джеймс Круз     | Лео Винси |
| Виола Алберти   |           |
| Уильям С. Купер |           |
| Ирма Тейлор     |           |
| Гарри Бенхэм    |           |
| Альфонсе Этье   |           |
| Мари Элайн      |           |